# Придача (летовище)
Придача — експериментальне (випробувальне) летовище у місті Воронеж, на території авіабудівного підприємства ВАТ «Воронезьке акціонерне літакобудівне товариство».

## Загальна інформація
Приймаються повітряні судна: літаки Іл-96, Іл-86, Іл-76 та інші більш легкі, а також гелікоптери всіх типів. 
На летовищі випробовувалися всі типи літаків, які проводилися підприємством (зокрема, Іл-28, Ту-16, Ан-10, Ан-12, Ту-128, Ту-144, Іл-86, останнім часом — Іл-96 та Ан-148).
Розпорядженням Федерального агентства повітряного транспорту РФ від 07.02.2008  № БЕ-5-р летовище Воронеж (Додача) внесений до Державного реєстру цивільних аеродромів Російської Федерації, як аеродром класу «В».

## Події
| Дата       | Бортовий номер | Місце події          | Жертви/на борту | Короткий опис |
| ---------- | -------------- | -------------------- | --------------- | --- |
| 05.03.2011 | 61708          | Бєлгородська область | 6/6             | Літак (Ан-148-100Е) зазнав катастрофу під час навчально-тренувального польоту перед передачею замовнику. Літак був виготовлений ВАТ «Воронезьке акціонерне літакобудівне товариство» для М'янми. Зліт був проведений з летовища «Придача». |